# Mari Iyagi
Minha Linda Garota, Mari (hangul: 마리이야기; rr: Mariiyagi; lit. "A História de Mari") é um filme sul-coreano lançado em 12 de janeiro de 2002 na Coreia do Sul. No Brasil o filme estreou no canal HBO Family em 10 de fevereiro de 2015 e foi lançado em DVD pela Europa Kids em 26 de fevereiro do mesmo ano.

## Enredo
Kim Nam-woo luta pela vida com as pessoas ao seu redor constantemente deixando-o; seu melhor amigo, Jun-ho, vai estudar em Seul e em alguns aspectos, sua mãe viúva o está "deixando" também, prestando mais atenção em seu novo namorado. Para escapar, vai para um mundo de sonho, onde conhece uma garota chamada Mari. A história é sobre Kim Nam-woo descobrir a si próprio e crescer.

## Elenco
- Nam-woo — Ryu Deok-hwan
- Nam-woo Adulto — Lee Byung-hun
- Jun-ho — Sung In-gyu
- Jun-ho Adulto — Gong Hyung-jin
- Mãe de Nam-woo — Bae Jong-ok
- Avó de Nam-woo — Na Moon-hee
- Pai de Jun-ho — Jang Hang-seon
- Soog-Y — Lee Nari
- Kyung-min — Ahn Sung-ki

## Prêmios
- Vencedor do Grand Prix (Melhor Longa-Metragem) na 26º Festival de cinema de animação de Annecy (Annecy, França).[6]